# 坂本龍馬が登場する大衆文化作品一覧
坂本龍馬が登場する大衆文化作品一覧（さかもとりょうまがとうじょうするたいしゅうぶんかさくひんいちらん）

## 伝記
- 『雋傑坂本先生傳』（今幡西衛著）[1]

## 小説
- 『汗血千里駒』（坂崎紫瀾著）
- 『竜馬がゆく』（司馬遼太郎著）
- 『坂本龍馬』（山岡荘八著）
- 『龍馬』（津本陽著）
- 『商人龍馬』（津本陽著）
- 『坂本竜馬』（豊田穣著）
- 『夢去来』（澤田ふじ子著）
- 『龍馬の船』（清水義範著）
- 『坂本龍馬 最期の日』（岳真也著）
- 『人魚ノ肉』（木下昌輝著）
- 『さなとりょう』（谷治宇著） - 『村雨の首 歴史小説集』収録
- 『千里の向こう』（簑輪諒著） - 中岡慎太郎が主人公の歴史小説でありながらも重要な役割を担う。
- 『竜馬がくる』（春日みかげ著、2020年、ダッシュエックス文庫、集英社）
- 『もしも徳川家康が総理大臣になったら』（眞邊明人著、2021年、サンマーク出版）
- 『暁天の星』（葉室麟著） - 陸奥宗光が主人公であり、坂本龍馬の姉の乙女が主人公の『乙女がゆく』にも収録されている。
- 『朝星夜星』（朝井まかて著、2023年）
- 『人斬り以蔵の道理』（吉川永青著、2024年）
- 『グラバーの暗号　龍馬暗殺の真相』（出口臥龍著、2018年）

## 漫画
- 『新選組』（手塚治虫）
- 『勝海舟』（作：辻真先、画：石川賢）
- 『雲竜奔馬』（みなもと太郎）
- 『勝海舟 : 江戸城あけわたし』（ムロタニツネ象）
- 『お〜い!竜馬』（作：武田鉄矢、画：小山ゆう）
- 『坂本竜馬: 幕末の風雲児』（安田タツ夫）
- 『サカモト』（山科けいすけ）[2]
- 『猛き黄金の国』（本宮ひろ志） - 岩崎弥太郎が主人公の漫画でありながら登場している。
- 『坂本龍馬』（黒鉄ヒロシ）
- 『坂本龍馬』（作：山岡荘八、画：横山まさみち）
- 『龍馬へ』（むつ利之）
- 『人斬り龍馬』（石川雅之）
- 『天翔の龍馬』（作：梅村真也、画：橋本エイジ）
- 『龍馬滾ル!』（原作：北大路龍星、漫画：かたやままこと）[3]
- 『風雲児たち』（みなもと太郎）
- 『陸奥圓明流外伝 修羅の刻』（画：川原正敏）
- 『JIN-仁-』（村上もとか）
- 『サムライガン』（熊谷カズヒロ、声：佐々木望） - 「坂本竜馬」表記。原作では竜馬であることは一切言及されておらず、アニメ化に際して初めてその名が語られた。
- 『AZUMI』（小山ゆう）
- 『コハエース』（経験値）
- 『アサギロ 〜浅葱狼〜』（ヒラマツ・ミノル）
- 『サムライせんせい』（黒江S介）
- 『ねこねこ日本史』（そにしけんじ）
- 『無限の住人〜幕末ノ章〜』（沙村広明）
- 『ドラゴンエフェクト 坂本龍馬異聞』（脚本：山口頼房、作画：K STORM、監修・キャラクターデザイン：池上遼一）
- 『シノビノ』（大柿ロクロウ） - 悪役として登場[4]。
- 『竜馬がゆく』（司馬遼太郎:原作、鈴ノ木ユウ:作画、2022年、週刊文春連載。）
- 『龍馬が戦国をゆく』（原作：瀧津孝、作画：沢田ひろふみ、2022年、マッグガーデン） - 暗殺された後に転生し、幕末の300年前の戦国武将たちと出会う。
- 『竜馬がくる』（原作：春日みかげ、漫画：はなや、2020年、集英社） - 18世紀のフランスに転生し、夢見る恋愛小説家のナポレオン・ボナパルトを革命家として立て直す。
- 『あざ』（茶屋町勝呂、2001年、小学館）

## 映画
坂本龍馬を主題とする映画
- 『坂本竜馬』（1911年、演：尾上松之助）
- 『坂本竜馬』（1928年、演：阪東妻三郎）
- 『海援隊』（1939年、演：月形龍之介）キネマ旬報ベストテン第10位
- 『維新の曲』（1942年、演：阪東妻三郎）
- 『幕末』（1970年、演：中村錦之助（萬屋錦之介））
- 『竜馬暗殺』（1974年、演：原田芳雄）キネマ旬報ベストテン第5位
- 『幕末青春グラフィティ Ronin 坂本竜馬』（1986年、演：武田鉄矢）
- 『ゴルフ夜明け前』（1987年、演：渡瀬恒彦）
- 『RYOMA 空白の三か月』（2018年、監督：山谷亨、演：井上正大[5]） - 龍馬が現代にタイムスリップされた上に、同じ苗字をもつ青年も江戸時代へ、交互に巻き添えを食らう。
- 『ねこねこ日本史 ～龍馬のはちゃめちゃタイムトラベルぜよ！～』（2020年、監督：川村友宏、声：小林ゆう） - ねこの龍馬が、発明家の孫で現代ねこの小学生とカラス型タイムマシンロボットとの、かるたで紡ぐタイムトラベル紀行のアニメ映画。
- 『新解釈・幕末伝』（2025年公開予定、監督：福田雄一、演：ムロツヨシ）

その他の作品
- 『エノケンの近藤勇』（1935年、演：榎本健一（近藤勇と坂本龍馬の二役））
- 『六人の暗殺者』（1955年、演：滝沢修）
- 『蛍火』（1958年、演：森美樹）
- 『人斬り』（1969年、演：石原裕次郎）
- 『竜馬を斬った男』（1987年、演：根津甚八）
- 『幕末純情伝』（1991年、演：渡辺謙）
- 『竜馬の妻とその夫と愛人』（2002年、演：トータス松本）
- 『ボディ・ジャック』（2008年、監督：倉谷宣緒、演：笠兼三）
- 『新選組オブ・ザ・デッド』（2015年、演：渡辺一志）
- 『サムライせんせい』（2017年、監督：渡辺一志、演：忍成修吾） - 武市半平太が主役で、タイムスリップされた武市に真実を打ち明ける重要な役割。
- 『天外者』（2020年、監督：田中光敏、演：三浦翔平） - 主人公五代友厚（演：三浦春馬）、伊藤博文（演：森永悠希）、岩崎弥太郎（演：西川貴教）と共に、幕末日本の未来を切り拓く夢を追う姿が描かれる青春群像時代劇。
- 『もしも徳川家康が総理大臣になったら』（2024年、監督：武内英樹、演：赤楚衛二） - 政府がAIとホログラムを使って歴史上の偉人たちを復活させて最強内閣を組閣、龍馬は内閣官房長官となる。

## テレビドラマ
坂本龍馬を主題としたテレビドラマ
- 『幕末物語（第7回～第10回）坂本竜馬編』（1960年、MBS、演：和崎俊哉）
- 『ドラマ青年 第一部 維新編 渦潮＜坂本竜馬伝＞』（1961年、NHK、演：戸浦六宏）
- 『竜馬がゆく』（1965年、MBS、演：中野誠也）
- 『竜馬がゆく』（1968年、NHK大河ドラマ、演：北大路欣也）
- 『竜馬がゆく』（1982年、テレビ東京、演：萬屋錦之介）
- 『幕末青春グラフィティ 坂本竜馬』（1982年、日本テレビ、演：武田鉄矢）
- 『坂本龍馬』（1989年、TBSテレビ、演：真田広之）
- 『竜馬におまかせ!』（1996年、日本テレビ、演：浜田雅功）
- 『竜馬がゆく』（1997年、TBSテレビ、演：上川隆也）
- 『竜馬がゆく』（2004年、テレビ東京、演：市川染五郎）
- 『龍馬伝』（2010年、NHK大河ドラマ、演：福山雅治）
- 『ドラマ 龍馬 最後の30日』（2017年11月19日、NHK総合、演：新井浩文）
- 『龍馬の遺言』（2017年12月29日、NHK BSプレミアム、演：新井浩文）
- 『幕末相棒伝』（2022年1月3日、正月時代劇（NHK総合・NHK BS4K）、演：永山瑛太）

その他のテレビドラマ
- 『天皇の世紀』第1部（1971年、朝日放送、演：山口崇）
- 『天皇の世紀』第2部（1973-1974年、ABCテレビ、(1)演：沖雅也、(9)(10)(11)(15)演：原口剛、(16)(18)演：中尾彬）
- 『勝海舟』（1974年、NHK大河ドラマ、演：藤岡弘）
- 『花神』（1977年、NHK大河ドラマ、演：夏八木勲）
- 『影の軍団IV』（1985年、関西テレビ、演：世良公則）
- 『影の軍団・幕末編』（1985年、関西テレビ、演：世良公則）
- 『白虎隊』（1986年、日本テレビ、演：中村雅俊）
- 『田原坂』（1987年、日本テレビ、演：竹脇無我）
- 『奇兵隊』（1989年、日本テレビ、演：武田鉄矢）
- 『野望の国 嵐の章』（1989年、日本テレビ、演：梨本謙次郎）
- 『翔ぶが如く』（1990年、NHK大河ドラマ、演：佐藤浩市）
- 『勝海舟』（1990年、日本テレビ、演：梨本謙次郎）
- 『幕末高校生』（1994年、フジテレビ、演：仲村トオル）
- 『新選組血風録 』(1998年、テレビ朝日、演 : 岡野進一郎)
- 『～未来を見つめた幕末の英傑～ 横井小楠』（1998年11月3日、テレビ熊本郷土の偉人シリーズ、演：榎木孝明）[6]
- 『新選組!』（2004年、NHK大河ドラマ、演：江口洋介）
- 『篤姫』（2008年、NHK大河ドラマ、演：玉木宏）
- 『JIN-仁-』（第一期 2009年10月-12月、第二期 2011年4月-6月、TBSテレビ、演：内野聖陽）- このドラマのキーパーソン。
- 『八重の桜』（2013年、NHK大河ドラマ、演：柾賢志）
- 『花燃ゆ』（2015年、NHK大河ドラマ、演：伊原剛志）
- 『サムライせんせい』（2015年10月-12月、テレビ朝日、 神木隆之介） - 主人公の武市半平太より先にあらわれた、お龍の旧姓の「楢崎」と自身の偽名の「梅太郎」を使った偽名をもち、現代に慣れ親しむジャーナリスト「楢崎梅太郎」として、武市の切腹から2年後に暗殺された直後、彼より一年前に現代へタイムスリップして蘇る。
- 『花嵐の剣士 ～幕末を生きた女剣士・中澤琴～』（2017年、NHKBSプレミアム、演：加藤雅也）
- 『西郷どん』（2018年、NHK大河ドラマ、演：小栗旬）
- 『土方のスマホ　正月の陣』 (2022年1月2日、NHK、演 : 賀来賢人)[7]
- 『小河ドラマ 龍馬がくる』（2018年、演：三宅弘城） - 共演は武田鉄矢、小河ドラマシリーズ第1段作品。
- 『らんまん』（2023年、NHK連続テレビ小説、演：ディーン・フジオカ）

## ゲーム
- 『維新の嵐』（1988年）
  - 『維新の嵐 幕末志士伝』（1998年）
  - 『維新の嵐 疾風龍馬伝』（2010年）
- 『ライブ・ア・ライブ』（1994年、声：大塚芳忠）
- 『風雲 新撰組』（2004年）
  - 『風雲 幕末伝』（2005年、声：小野大輔）
- 『新選組群狼伝』（2005年、声：櫻井孝宏）
- 『龍が如く 維新!』（2014年、声：黒田崇矢）
- 『幕末Rock』（2014年、声：谷山紀章）
- 『Fate/Grand Order』（2015年、声：加瀬康之）
- 『Rise of the Ronin』（2024年、声：武内駿輔）

## テレビ番組
- 『天皇の世紀・第二部』（1973年、朝日放送、演：沖雅也…#1, 原口剛…#9〜#11・#15, 中尾彬…#16・#18）
- 『龍馬の暗号 最後の手紙から隠された謎』（2010年、BSジャパン、演：前川泰之/番組進行）
- 『時代劇法廷 CASE 10 被告人は坂本龍馬』（2015年、時代劇専門チャンネル、演：溝端淳平）
- 『古舘トーキングヒストリー 〜幕末最大の謎 坂本龍馬暗殺、完全実況〜』（2019年、テレビ朝日、演：渡辺大）
- 『世界ふしぎ発見』（2022年4月23日放送、演：前川泰之/番組リポーター）

## テレビアニメ
- 『まんが日本史 (日本テレビ)』（日本テレビ、1984年3月25日、演：若本紀昭）
- 『お〜い!竜馬』（NHK総合テレビ、1992年4月7日-1993年3月30日、演：幼少期 - 高山みなみ、青年期 - 関俊彦）
- 『ねこねこ日本史』（Eテレ、2016年-、演：小林ゆう） - 赤い羽織と灰色の袴を着ている。
- 『活撃 刀剣乱舞』（TOKYO MX、2017年9月3日 - 9月20日、第9話-第11話、演：小野大輔）
- 『タイムボカン 逆襲の三悪人』（日本テレビ、2017年10月21日、第3話、演：小野大輔）寺田屋事件での逃亡後、治療中だった潜伏先の薩摩で、おりょうとともに塩浸温泉の訪問にて、アクダーマの三悪人や主人公たちと出会って巻き込まれてしまう。なお、このアニメの設定では、おりょうに尻に敷かれて片付けが苦手の様子。
- 『BAKUMATSU ～恋愛幕末カレシ外伝～』（TBS・BS-TBS、2018年10月、演：三木眞一郎）

## 舞台
- 『坂本龍馬』（戯曲、1928年、作：真山青果、演：沢田正二郎）
- 『海援隊』（新築地劇団公演(千田是也演出)、1939年、作：和田勝一、演：丸山定夫）
- 『狼生きろ豚は死ね』（劇団四季公演、1960年、演：田中明夫、作：石原慎太郎）
- 『坂本龍馬』（ミュージカル、1989年・1991年、演：西城秀樹）
- 『弟よ -姉、乙女から坂本龍馬への伝言』（木冬社公演、1990年、作・演出：清水邦夫）芸術選奨文部大臣賞受賞、テアトロ演劇賞受賞
- 『坂本龍馬』 （京劇、中国京劇院公演、1991年・1992年、演：李光）
- 『また逢おうと竜馬は言った』（演劇集団キャラメルボックス公演、1992年・1995年・2000年・2010年、演：川原和久…1992年, 上川隆也…1995年, 岡田達也…2000年・2010年, 大内厚雄…2010年）
- 『俺たちは志士じゃない』（演劇集団キャラメルボックス、1998年、演：岡田達也）
- 『彦馬がゆく』（2002年、演：松重豊）
- 『硬派・坂本竜馬!』（宝塚歌劇花組公演、1989年、演：真矢みき）
- 『RYOMA -硬派・坂本竜馬!II-』（宝塚歌劇花組公演、1996年、演：真矢みき）
- 『維新回天・竜馬伝! -硬派・坂本竜馬III-』（宝塚歌劇宙組公演、2006年、演：貴城けい）
- 『猛き黄金の国 -士魂商才!岩崎彌太郎の青春-』（2001年、演：絵麻緒ゆう）
- グランステージ『JIN-仁-』（宝塚歌劇雪組、2012年、演：早霧せいな）
- ミュージカルオペラ『龍馬』（2009年、演：平良交一）
- 『AZUMI 幕末編』（2015年、演：浅香航大）
- 『刀剣乱舞「維伝 朧の志士たち」』（2019年-2020年、演：岡田達也）

## 楽曲
- 「竜馬が行く」（1968年、作詞：赤城慧 作曲：土橋啓二 歌：村田英雄）
- 「雲と龍馬」（1973年、作詞：村田英雄 作曲：曽根幸明 歌：藤圭子）
- 「坂本竜馬」（1988年、歌：尾形大作）
- 「坂本龍馬」（1995年、歌：鳥羽一郎）
- 「龍馬は生きる」（1995年、歌：鳥羽一郎）
- 「龍馬おどり」（2010年、歌：2代目 鈴木正夫） - 日本伝統文化振興財団の「2010年全国総踊り曲」に選定された。
- 「SAKAMOTO」（アーティスト：GReeeeN、2015年、演：だーよし） - はむつんサーブのだーよしが演じる幕末の浜松の浜辺にいた龍馬が現代日本へ突然タイムスリップし、東京を巡ってカルチャーショックを受けるが、しかめっ面で冷静に関心事をし、バンジージャンプなどの日本のカルチャーを何事にもチャレンジするというミュージックビデオを公開している。
- 長編歌謡浪曲 坂本龍馬　(作詞・作曲：三波美夕紀 　歌：辰巳ゆうと)

## CM
- 『龍馬 meet Metlife生命』（2016年、メットライフ生命保険、声：小野大輔）メットライフ生命の創設と坂本龍馬の死後150年という節目を迎えたコラボ企画。内容は、幕末期の日本にいる龍馬が昼寝すると、メットライフ生命創設時のニューヨークや現代の東京へタイムトラベルして未来について見つめ直すというもの。